# Grammodes occulta
Grammodes occulta là một loài bướm đêm trong họ Erebidae.